# 서비스 제공자
서비스 제공자(서비스提供者, Service provider, SP)는 컨설팅, 법률, 부동산, 통신, 보관, 처리 서비스 등의 서비스를 다른 조직에 제공하는 조직이다. 서비스 제공자는 서비스를 제공하는 조직의 하위 단위일 수 있지만 일반적으로 제3자 또는 아웃소싱 공급업체이다. 예로는 통신 서비스 제공자(TSP), 애플리케이션 서비스 제공자(ASP), 스토리지 서비스 제공자(SSP) 및 인터넷 서비스 제공자(ISP)가 있다.
IT 전문가는 때때로 서비스 제공자를 유형 I, II 또는 III으로 분류하여 구분한다. 세 가지 서비스 유형은 ITIL 및 1996년 미국 통신법에 의해 구체적으로 정의되어 있지만 IT 업계에서는 인정된다.
- 유형 I: 내부 서비스 제공자
- 유형 2: 공유 서비스 제공자
- 유형 III: 외부 서비스 제공자

유형 III SP는 외부 고객에게 IT 서비스를 제공하며 이후 관리 서비스 또는 MSP(관리 서비스 공급자)를 통한 전체 IT 조직/서비스 아웃소싱부터 ASP(애플리케이션 서비스 제공자)를 통한 제한된 제품 기능 제공에 이르기까지 외부 서비스 공급자(ESP)라고 할 수 있다.

## 종류
- 애플리케이션 서비스 제공자(ASP)
- 클라우드 서비스 제공자(CSP) - 클라우드 컴퓨팅 분야의 소프트웨어, 플랫폼, 인프라 서비스 제공자
- 네트워크 서비스 제공자(NSP)
- 인터넷 서비스 제공자(ISP)
- 관리형 서비스 제공자(MSP)
- 관리형 보안 서비스 제공업체(MSSP)
- 스토리지 서비스 제공업체(SSP)
- 통신사업자(TSP)
- SAML 서비스 제공자
- 마스터 관리 서비스 제공자(MMSP)
- 관리형 인터넷 서비스 제공업체(MISP)
- 온라인 서비스 제공자(OSP)
- 결제 서비스 제공업체(PSP)
- 청소 서비스 제공업체
- 원예 서비스 제공자
- 해충 방제 서비스 제공업체
- 유전 서비스 제공자
- 서비스 지향 아키텍처(ASSP)의 응용 소프트웨어 서비스 제공자
- 케이블 TV 서비스 제공업체

## 같이 보기
- IP 주소
- 웹 서비스